# Khalid ibn al-Walids expedition till Nakhla
Khalid ibn al-Walids expedition till Nakhla ägde rum i januari 630 i den nionde månaden enligt den muslimska kalendern. 
Khalid ibn al-Walid sändes på order av den muslimska Muhammed till orten Nakhla för att förstöra statyn av gudinnan Al-‘Uzzá, något han gjorde framgångsrikt. 
Efter erövringen av Mecka iscensatte avskaffade Muhammed religionsfriheten och iscensatte en förföljelse mot den arabiska religionen, med målet att utplåna alla spår av den förislamiska religionen. Expeditionen mot Nakhla var en av dessa expeditioner. I Nakhla fanns en helgedom som innehöll en avbild av gudinnan Al-‘Uzzá, som vördades särskilt av stammarna Quraish och Kinanah och beskyddades av väktare från Banu Shaiban. 
Khalid ibn al-Walid begav sig till helgedomen med tretton ryttare och vanhelgade den och förstörde skulpturen. När han rapporterade saken till Muhammed, frågade denna om han sett något annat. Då han svarade nej, sändes han dit en andra gång. På sitt andra besök i helgedomen mötte han en abbesinsk (etiopisk) kvinna med trassligt hår. Han mördade henne genom att hugga henne i två bitar med sitt svärd. Då han rapporterade detta till Muhammed svarade denna att han nu hade lyckats med sitt uppdrag.